# Borkum (Schiff, 2004)
Die Borkum ist ein deutsches Lotsenversetzboot. Eigner des Schiffes ist die Außenstelle Nordwest der Generaldirektion Wasserstraßen und Schifffahrt (GDWS).
Das als SWATH-Schiff konzipierte Schiff wurde unter der Baunummer 6467 auf der Abeking & Rasmussen Schiffs- und Yachtwerft in Lemwerder als Explorer für das Bundesamt für Wehrtechnik und Beschaffung gebaut. Die Kiellegung des Schiffes fand am 21. März 2003, der Stapellauf am 6. Februar 2004 statt. Die Fertigstellung des Schiffes erfolgte am 3. März 2004. Im Mai 2004 wurde es in Dienst gestellt.

## Geschichte
Das Schiff wurde durch ein Konsortium, an dem neben Abeking & Rasmussen auch die Lürssen Werft sowie Atlas Elektronik und EADS beteiligt waren, gebaut und ausgerüstet. Bei dem Bau wurde auf die SWATH-Technologie, die bereits für den Bau von Lotsenstations- und versetzbooten angewandt worden war, zurückgegriffen. Modifikationen waren u. a. für die Aufnahme des Sonars und den Einbau des Marineequipments nötig.
Das Bundesamt für Wehrtechnik und Beschaffung nutzte das Schiff in der Nord- und Ostsee für die Erprobung ferngesteuerter Minenjagdgeräte. Das Schiff diente dabei im Rahmen des Projektes „Minenjagd 2000“ als Testfahrzeug für eine als „Seepferd“ bezeichnete unbemannte Minenjagddrohne, von denen laut Projektplanung später jeweils zwei Einheiten von zur Führungsplattform Klasse 334 umgerüsteten Minenjagdbooten der Kulmbach-Klasse (Klasse 333) gesteuert werden sollten. Die „Seepferd“-Drohnen wiederum sollten ihrerseits mit kleinen Unterwasserdrohnen, „Seewolf“ und „Seefuchs“, zur Minenbekämpfung ausgerüstet werden.
Nachdem das Projekt im Herbst 2005 aufgegeben worden war, ging das Schiff an das damalige Bundesministerium für Verkehr, Bau und Stadtentwicklung, das es 2006 zum Lotsenversetzboot umbauen ließ und in Borkum umbenannte. Das Schiff wird von der Außenstelle Emden des Lotsbetriebsvereins betrieben und von der Lotsenbrüderschaft Emden in der Emsmündung eingesetzt, nachdem es zunächst in erster Linie als Versetzboot des Lotsenstationsschiffes Weser in der Wesermündung zum Einsatz kam.